# Максимилиан Еразмус фон Цинцендорф-Потендорф
Максимилиан Еразмус фон Цинцендорф и Потендорф (на немски: Maximilian Erasmus Graf von Zinzendorf und Pottendorf) е имперски граф и господар на Цинцендорф и Потендорф в Долна Австрия. Родът фон Цинцендорф и Потендорф се различава от род Зинцендорф, и не трябва да се бърка с род фон Цинцендорф.

## Биография
Роден е на 29 юни 1633 година във Виена, Хабсбургска монархия. Той е син на Ото Хайнрих фон Цинцендорф и Потендорф (1605 – 1655) и съпругата фрайин Анна Аполония фон Целкинг-Дюрнщайн-Тал Вахау (1603 – 1646), дъщеря на Кристоф Вилхелм фон Целкинг (1575 – 1631) и графиня Естер фон Хардег-Глац-Махланде († 1614). Сестра му фрайин Ева Сузана фон Цинцендорф (1636 – 1709) се омъжва на 20 февруари 1655 г. във Виена за граф Рудолф фон Зинцендорф-Рейнек (1620 – 1677).
На 16 ноември 1662 г. родът е издигнат на австрийски наследствен граф.
Максимилиан Еразмус фон Цинцендорф и Потендорф умира на 21 юли 1672 г. в Нюрнберг на 49-годишна възраст. Множество гробни места на рода се намират в Шотен-църквата във Виена.

## Фамилия
Максимилиан Еразмус фон Цинцендорф-Потендорф се жени на 26 август 1659 г. за Анна Амалия фон Дитрихщайн (* 28 октомври 1638; † 15 август 1696), внучка на фрайхер Бартоломей фон Дитрихщайн-Холенбург (1579 – 1635), дъщеря на фрайхер Кристиан фон Дитрихщайн-Холенбург (1610 – 1681) и Мария Елизабета Кефенхюлер († 1676). Те имат шест деца:
- Маргарета Сузана фон Цинцендорф-Потендорф (* 26 юли 1660, Виена; † 8 март 1722, Нюрнберг), омъжена на 29 ноември 1694 г. в Нюрнберг за фрайхер Еберхард Матиас фон Полхайм (1660 – 1704)
- Ото Кристиан фон Цинцендорф-Потендорф (* 8 септември 1661)
- Георг Лудвиг фон Цинцендорф-Потендорф (* 8 октомври 1662, Нюрнберг; † 9 юни 1700, Дрезден), женен I. на 18 ноември 1687 г. в Пресбург за фрайин Мария Елизабет Тойфел фон Гундерсдорф (1661 – 1698), II. за Карлота Юстина фон Герсдорф
- Амалия/Анна Регина фон Цинцендорф-Потендорф (* 12 декември 1663, Регенсбург; † 15 април 1709, Ортенбург), омъжена на 1 юни 1685 г. в Нюрнберг за граф Георг Филип фон Ортенбург (1655 – 1702)
- Анна Елеонора фон Цинцендорф-Потендорф (* 25 септември 1665)
- Кристоф Виктор фон Цинцендорф-Потендорф (* 22 октомври 1666)
- Доротея Рената фон Цинцендорф-Потендорф (* 23 септември 1669, Йоденбург/Сопрон, Унгария; † 22 февруари 1743, Кастел), омъжена на 7 март 1693 г. за граф Волфганг Дитрих фон Кастел-Ремлинген (1641 – 1709), бургграф на Алцай

## Галерия
- Гербът на род фон Цинцендорф
- Гербът на фрайхер (граф) фон Цинцендорф
- Дъщеря му Амалия/Анна Регина фон Цинцендорф-Потендорф (* 1663; † 1709), графиня фон Ортенбург